# Kumiko Okae
Kumiko Owada (născută Okae, în japoneză 岡江久美子; n. 23 august 1956, Setagaya, Tōkyō, Japonia – d. 23 aprilie 2020, Tōkyō, Japonia) a fost o actriță și prezentatoare de televiziune japoneză. A fost cunoscută pentru interpretarea sa în drame de televiziune, precum și găzduirea spectacolelor de varietate și divertisment, precum Renso Game pe NHK. Okae a găzduit și emisiunea matinală Hanamaru Market pe TBS Television din 1996 până în 2014.

## Carieră
Okae și-a început cariera profesională în actorie în 1975. A apărut în numeroase roluri de televiziune și spectacole varietate, din anii 1970 până în anii 2010. A jucat în drame de televiziune și găzduit emisiuni de divertisment și de varietate, precum Renso JGameoc pe NHK. Okae găzduit emisiunea matinală Hanamaru Market pe TBS Television din 1996 până în 2014.

## Viață personală
Okae s-a căsătorit cu actorul Baku Ohwada în 1983. Împreună au o fiică, Miho Ohwada.

## Deces
Okae a suferit o intervenție chirurgicală pentru cancer de sân în stadiu incipient târziu în 2019. A trecut ulterior prin radioterapie din ianuarie până la mijlocul lunii februarie 2020, ceea ce i-a slăbit sistemul imunitar. Pe 3 aprilie 2020, Okae a dezvoltat febră și starea ei de sănătate a început să se deterioreze. A fost internată la un spital din Tokyo pe 6 aprilie, ajutată să respire de un aparat de respirat și mai târziu diagnosticată cu COVID-19. Okae a murit de pneumonie cauzată de noul coronavirus la spitalul din Tokyo, pe 23 aprilie 2020, la vârsta de 63 de ani, în timpul pandemiei de coronaviroză. Soțul și fiica ei i-au supraviețuit.